# José Caetano Lobo de Ávila da Silva Lima
José Caetano Lobo de Ávila da Silva Lima GCC (21 de Dezembro de 1885 - ?) foi um diplomata português.

## Biografia
Educado no Colégio de Campolide, formou-se em Direito na Faculdade de Direito da Universidade de Coimbra.
Fez parte da missão intelectual ao Brasil, em 1910, com Abel Botelho e Ernesto de Vasconcelos, tendo realizado nesse país um estudo sobre o providencialismo moderno e o elemento Português nas terras de Santa Cruz.
Em 1911, seguindo para Paris, França, realizou na Sorbonne uma conferência sobre Portugal Économique.
Foi Director do Banco de Portugal.
Ministro Plenipotenciário em Berna, Suíça, a 25 de Junho de 1933, foi nomeado Delegado do Governo Português à 14.ª e à 15.ª Assembleias da Sociedade das Nações, a 16 de Setembro de 1933 e a 8 de Agosto de 1934. No ano seguinte, foi ocupar o cargo de Ministro Plenipotenciário em Roma, Itália, a 14 de Janeiro de 1935, encontrando-se em 1946 como Ministro Plenipotenciário em Ancara, na Turquia.
A 20 de Maio de 1936 foi agraciado com a Grã-Cruz da Ordem Militar de Nosso Senhor Jesus Cristo.
Publicou:
- O Movimento Operário em Portugal, 1905
- O Problema do Câmbio em Portugal, 1908
- Socorros Mútuos e Socorros Sociais, 1908
- Da Concorrência Desleal, 1909
- O Providencialismo Moderno, 1910
- Política Social, 1912
- Política Internacional, 1913
- Do Cheque, 1918
- Portugal e a Guerra das Nações, 1925
- Da Sociedade das Nações, 1927
- Contribution des Portugais au Développement de la Navigation Aerienne, que apresentou à Secção Jurídica do IV Congresso Internacional de Navegação Aérea, realizado em Roma, em 1927